# Стразбур
Стразбур (фр. Strasbourg /stʁas.buʁ/ⓘ;   ˈʃd̥ʁɔːsb̥uʁiɡ̊ⓘ) је префектура и највећи град у региону Гранд Ест на истоку Француске. Налази се на граници са Немачком у историјском региону Алзаса. Званично је седиште Европског парламента.
У граду је развијена трговина вином, хмељом, и дуваном. Стразбур поседује катедралу у готичком стилу, универзитет, конзерваторијум и академију. Од индустријских грана развијене су: бродоградња, металургија, машинска, прехрамбена, текстилна, дуванска и штампарска индустрија. По подацима из 2021. године у месту је било 291.313 становника.
Стразбур је једна од дефакто четири главне престонице Европске уније (поред Брисела, Луксембурга и Франкфурта), јер је седиште неколико европских институција. Организација која је одвојена од Европске уније, Савет Европе (са својим Европским судом за људска права, Европском дирекцијом за квалитет лекова и Европском аудиовизуелном опсерваторијом) такође се налази у Стразбуру.

## Историја

### Античко доба
На месту данашњег Стразбура налазило се келтско село по имену Аргенторате. Истраживања су показала да је ово подручје било насељено и пре тога.
Римски генерал Друз, брат цара Тиберија је овде 12. п. н. е. основао нови град и романизовао његово име у Аргенторатум. То је било војно утврђење са кампом које се налазило на лимесу (граница Римског царства) на Рајни. Око кампа се створила цанабае (агломерација цивилног становништва) која је наставила да се развија према западу).
Касније се граница помакла источно и Аргенторатум постаје позадинско римско утврђење, све до краја трећег века. Године 352, град разарају Алемани и Франци, а Јулијан Отпадник поновно га осваја 357. године. Године 406, Хуни, Бургунди, Вандали и Свеви су напали Галију. Град уништава Атила, 451. године.

### Средњи век
Град су 496. године обновили Франци, под именом Стратебургум који се почео убрзано развијати након Хлодовеховог преобраћења на хришћанство. Овај град је био један од ретких градова у регији који су били седишта бискупа, у то време великог политичког функционера. У осмом и деветом веку град трговачки и привредно буја па се становништво удвостручује. У то време је под назором бискупа изграђена нова катедрала и отворене су многе жупе.
Године 842. град угошћује Карла Ћелавог и Лудвига Немачког који су се побунили против њиховог брата Лотара око поделе царства које им је оставио њихов деда Карло Велики и у овом граду су потписали заклетву, данас познату под називом „Заклетва из Стразбура“. Текст је био написан на три језика - латинском, немачком и француском. Овај документ се сматра и најстаријим документом написаним на француском језику.
Крајем сукоба и споразумом у Вердену 843, Стразбур је припао Лотару, али његовом смрћу остаје у Немачкој. Године 962, Отон Велики оснива Свето римско царство ослањајући се на Цркву. У ово време Стразбур је добио право за самостално управљање судством и право на ковање сопственог новца.
Град наставља да се развија градњом нове утврде града у 12. веку, која је век касније још више проширена.
Од 1202. до 1220. године, град се изграђује око цркава Сант Пјер Лежун и Сант Пјер Левокс (фр. Saint-Pierre-le-Vieux). Многе куле и утврђења су изграђена у то време, које су нестале тек у 19. веку.
Од 1228. године, трговачке четврти чине важан саставни део града. Улице и грађевине из тог времена сведоче о бујном трговачком животу тадашњих Стразбуржана. Град је у то време био заштићен системом кула повезаних Прекривеним мостовима (фр. Ponts Couverts).
Грађанство је у то време желело да се укључи у политички живот града, тако да је 1214. основано веће грађана, а 1262. грађани су преузели вођство градом. У ово доба догодили су се многи сукоби око моћи. Највећи су се сукоби одиграли између две супротстављене породице: Зорн и Муленхајм, грађански рат је изазвао револт Стразбуржана и власт се враћа трговачкој класи. Након дугог проблематичног раздобља у 15. веку ствара се нова политичка организација: градом управља Амајстер (градоначелник) којег именују чланови градског већа, док четири Штатмајстера именује племство. У то време град броји око 16.000 становника, кује сопствени новац и има статус слободног града у Царству, тј. de facto кнежевине.
Између 1370. и 1390. године, на крају Стогодишњег рата, становништво се боји напада пљачкашких банди који харају по том крају. Власт тада одлучује заштитити западни и северни део града.
Средњи век је златно доба Стразбура. Последње проширење града је у средњем веку између 1387. и 1441. То проширење се односило на четврт Крутенау у којој су живели многи рибари и трговци. Град се није битно проширивао све до 19. века.
Његово богатство је примарно заслуга његових становника и највише топографије. Захваљујући многим воденим путевима, овај град је, окружен водом, постао центар врло активне трговине.
У Средњем веку, алзашко вино је постало познато у Немачкој и Холандији, па чак и у Енглеској и Скандинавији. Стразбур је такође извозио и текстил и житарице, а увозио многе тада луксузне производе као: стакло, коже, крзна, свилу и зачине. Зграда старе Царине један је од ретких доказа бујајуће речне трговине у то време. Налази се уз обале Ила, а саграђена је 1358. за чување и опорезивање добара којима је трговао Стразбур.
Најпознатији симбол из овог раздобља је катедрала за чију су градњу била потребна четири века. Градња је почела 1015. на месту старе римске базилике, а торањ је завршен тек 1439. године. Град је препун цркви које су дали изградити редовници или племениташи. Међу најстаријим црквама у граду су: ЖСант Пјер Левокс (фр. Saint-Pierre-le-Vieux), Сант Пјер Лежун и Сант Томас (фр. Saint-Thomas). Поред цркава, саграђено је и неких двадесет самостана.
Бројни споменици из средњег века верно приказују како је уметност тада била у служби вере. Уметнике је у то време у град највише привлачила изградња катедрале. Већина тих уметника била је анонимна. Сликарска уметност развила се тек у 15. веку, а алзашка школа била је позната по осликавању олтара.
Интелектуални живот се такође развио у 15. веку, појавом штампарије. У ово време је у граду живео и Јохан Гутенберг. Стразбур је у то време постао велики штампарски центар и на крају Средњег века у граду је постојало око педесет штампарија. Овај изум је био један од важних фактора за настајање хуманизама. Највећи стразбуршки хуманисти су били: Јакоб Вимпхелинг, Гајлер фон Каусерсберг и Себастијан Брант. Убрзо након њихове критике упућене Цркви јавља се и Реформација.

### Ренесанса
Ренесансни период је за град била врло проблематично раздобље. Хуманизам и реформација обележавају ово раздобље. Стразбур је био један од првих градова у којима су се виделе ове промене. Године 1518. Мартин Лутер је закуцао на врата стразбуршке катедрале своје тезе, чиме је отпочео борбу против Католичке цркве из које ће се на крају родити протестантизам. Захваљујући штампи, Лутерово учење се брзо раширило и већ 1524. град је прихватио протестантизам, а цркве постају протестантске. Паралелно уз реформацију избила је и сељачка буна, када се 50.000 сељака дигло против племства и свештенства. Сељаци су палили опатије и дворце, а Стразбур је одбио да се умеша у сукоб, тако да није ни помагао нити се борио против побуњеника.
Тешка времена за град дошла су ипак са ратовима. Цар, Карло V, католик, започео је рат против протестаната и њихових савезника. Падом Протестантске лиге, у Стразбуру катедрала и две цркве су враћене католицима. Град је такође упао и у финансијске тешкоће. Године 1592. градска финансијска средства су била потпуно исцрпљена због бискупског рата. Рат је избио због избора новог бискупа око којег се нису могли усагласити протестанти и католици. Рат је беснео 20 година и опустошио околину града. Доласком реформације, уметност губи свог главног мецену: Римокатоличку цркву. Из катедрале нестаје мноштво олтара и уметност се у то време окреће од религије према грешној уметности. Преображај у архитектури текао је споро, тек се у раздобљу од 1550. до 1580. појавио ренесансни стил. У 17. веку јавља се италијански класицизам у архитектури, чији је најбољи пример хотел Врана.
Једноставни стил средњег века замењује уметност резбарења. Кућа Камерзел савршено приказује скулптуралну уметност у изобиљу. Кућа се налази на тргу катедрале и добила је име по трговцу Жану Франсои Камерзелу (фр. Jean-François Kammerzell) који ју је купио у 19. веку. Фасада куће садржи бројне резбарије у дрвету. Као и кућа Танеурс, Кућа Камерзел приказује велику склоност уоквиравања прозора у то време. Осим дрвета, у то време је била популарна и цигла, најоригиналнија циглена зграда изграђена у то време је Трговачка комора.

### Стари режим
Године 1618. избио је тридесетогодишњи религијски рат између протестаната и католика. Алзас је практично разрушен, али је Стразбур остао неутралан у овом сукобу. Крајем рата 1638. године, Алзас окупира Француска, али Стразбур остаје слободни краљевски град. Град остаје изолован и ослабљен, па за време опсаде Луја XIV, 30. септембра 1681. потписује капитулацију и признаје француску власт. Симболично, краљ тада наручује рушење дела утврђења града. Између краља и градоначелника постиже се договор у којем град задржава власт над политиком, управом и религијом. Заузврат је град морао прихватити изградњу војног гарнизона.
У то време у град долази мноштво нових становника привучени његовим олакшицама. Један од племића, кардинал Арман де Роан-Субиз, син Луја XIV, гради нову бискупску палату имена Пале де Роан на реци Ил, насупрот кућа грађанства. Стразбур је постао врло важан град за Француску у то време, због свог положаја на Рајни и због војног гарнизона. Изабраник Луја XV, Жак Франсоа Блондел осмислио је план реконструкције Стразбура који је, због мањка средстава само делимично извршен. Захваљујући њему изграђене су многе историјске зграде у граду.
Мало по мало мењао се изглед старог града по узору на париске грађевине. У ово време Стразбур бележи нови напредак и постаје главно место регије. Грађанство се богати и изграђује нове велелепне грађевине. У ово време се развијају књижевни салони у којима високо стразбуршко друштво проводи своје време. Многи млади интелектуалци из Немачке, Шведске, Енглеске и Швајцарске долазе на студије у град, међу њима и Гете. Развија се и керамичка и златарска уметност, а стварају се и велике ковачнице. У ово време се настаје и велика неразмера у богатству становништва, око петине становништва присиљено је да проси. Град постаје препун унутар својих зидина, али се и развијају нове привредне активности. У граду се отварају многе пивнице и пушионице, али трговина одумире због великих пореза и несигурности путева.

### Модерно доба
Године 1789, у доба Револуције, град је имао између 55.000 и 60.000 становника. Градска власт је срушена ударом на управу и градоначелник одступа. Градске привилегије су укинуте. Грађанство даје потпору револуционарима и нове институције бивају брзо прихваћене. Град је поприлично пропатио у то време, поготово за време Владавине Терора која је трајала две године. Након капитулације повећава се војна присутност у граду. Тада су саграђене многе одбрамбене установе укључујући тврђаву и систем поплављивања града у случају напада.
Године 1792, официр Клод Јозеф Руж де Лисл (фр. Claude Joseph Rouget de Lisle) компонује песму за рајнску војску, која касније постаје Марсељеза. Стразбур опет цвета за време Првог царства. После револуције, привредни раст је велик, највише захваљујући војсци. Захваљујући префекту Лезау-Марнесија привредно се развија и град и департман као и сви слојеви грађанства. За време његове владавине побољшан је систем путева и потакнут развој разних пољопривредних култура, и трговине.
Ово је и време реализације великих пројеката, изграђен је канал од Рајне до Роне и друмски мост између Стразбура и Кела. Сад се и технологија укључује у архитектуру, у средишту града појављују се жељезни мостови, као мост Саинт-Томас, изграђен 1841.
Многе културне институције су такође изграђене, као нова опера и конзерваторијум. Власт такође наређује поновно отварање универзитета које су затворили револуционари и које сада постаје академија. Од 1800. до 1870. град мења свој изгледа захваљујући реализацијама великих пројеката. 1840. постављени су споменици Гутенбергу и Клеберу, аутора Филипеа Граса. Улице добијају плочнике и уличне светиљке. Наполеоново доба такође је од користи граду, све до рата 1870.
Иако је у Средњем веку град велики део свог буџета посветио одржавању утврђења, град је био врло слабо припремљен за напад Баденаца 1870. Град је био бомбардован три дана, а за време бомбардовања уништен је велик део историјских грађевина, као и огромни фонд историјских и ретких књига у градској библиотеци. Због недостатка хране, генерал Улрих је капитулирао, а штета начињена граду била је огромна, мноштво становништва било је убијено или рањено.
Алзас и Лорену анектирало је Немачко царство, а главно политичко средиште био је Стразбур.
За време немачке владавине, тачније за време владавине надстојника Ото Бака и Конрад Швандера удвостручена је површина стамбеног дела града за само тридесетак година. После бомбардовања јавило се питање обнове. Будући да се град гушио унутар својих бедема, алзашки архитекта Конрад саградио је велике улице, са мноштвом пространих зелених површина. Саграђене су многе нове јавне установе, као: зграда универзитета, пошта и купалишта. Трг Републике постао је место где су се састајали стари и нови град. Тамо је саграђено пет велелепних зграда као: парламент Алзаса и Лотарингије (данас Народно позориште у Стразбуру), Универзитетска библиотека, Царска палата (данас Рајнска палата), мешавина фирентинске ренесансе и берлинског барока.
У то доба модернизације, задржале су се и неке примитивне карактеристике, нпр. у зградама грађеним крајем 19. века, ретко су грађена купатила, становништво се купало једном недељно на јавним купалиштима, кад су била чиста. Слично је било и са тоалетима, били су грађени ван зграда. Око 1900. године, јавља се модерни правац из Глазгова, под називом Арт нуво. У граду се тада јављају зграде грађене комбинацијом оријенталистике и Југендстила, као Египатска кућа.
Од 1912. догађају се промене у вези комуникације и саобраћаја. Уређују се улице и тргови и саде дрвећа, а град добија и нову станицу. Саграђена је и трговачка и индустријска лука на Рајни. Стразбур се претвара у индустријски град и удвостручује му се становништво и буја интелектуални живот. Након Првог светског рата, из којег је Стразбур изашао поприлично нетакнут, Алзас и Лотарингија враћени су Француској која је желела да пофранцузи регију изостављајући алзашку културу и напредак остварен од 1870. до 1914. године. Политичке препирке око положаја Алзашана прате културни протести. Како би сачували своју посебност, Стразбуржани оснивају алзашки музеј и Алзашко позориште.
Доласком Другог светског рата, Алзас опет припаја Немачка, која почиње са јаком политиком германизације становништва, забрањује се употреба француског и мењају се имена улица из француских презимена у немачка. 23. новембра 1944. године, Стразбур ослобађају Леклеркове трупе и Алзас се враћа у Француску.
Током 1960-их, Стразбур постаје место француско-немачког помирења. 2004. године, Стразбур и Кел организовали су Фестивал двеју обала, на обе стране Рајне. Удвостручио се број мостова које повезују обе обале Рајне: мост Флимлин отворен је 2002. године, а пешачки мост Мимрам 2004. године поводом хортикултурне изложбе (Landesgartenschau).

## Географија
Град пролази река Ил, притока Рајне и раздваја се у пет рукаваца у средишту града (у Малој Француској). Састоји се од неколико четврти као: Немачка четврт, Робертсау, Кроненбур, Коенигшофен, Хаутепијер, Елсау, Крутенау, Неудорф, Меинеј, Неухоф...).

### Положај
Стразбур се налази у алзашкој долини у североисточном делу Француске. Град је у средишту западне Европе што му даје велики саобраћајни и политички значај. Саобраћајно је важан положај у долини Рајне, која од Басела до Мајнца чини природни коридор.
Ваздушне линије, град је удаљен једнако (око 750 km) од Средоземног мора, Балтичког мора и Атлантика. 500 km је удаљен од Јадрана и Северног мора.

### Клима
Клима у којој се налази Стразбур полуконтинентална је са јаким променама температура. Зиме су врло хладне, са великим бројем падавина, а лета су врућа и спарна. Ветрови који дувају градом врло су ретки и спори. Крајем лета честе су олује, клима града разликује се од осталих француских регија због заштите Восгешких планина.
| Клима (Стразбур)            | Клима (Стразбур) | Клима (Стразбур) | Клима (Стразбур) | Клима (Стразбур) | Клима (Стразбур) | Клима (Стразбур) | Клима (Стразбур) | Клима (Стразбур) | Клима (Стразбур) | Клима (Стразбур) | Клима (Стразбур) | Клима (Стразбур) | Клима (Стразбур) |
| Показатељ \ Месец           | .Јан.            | .Феб.            | .Мар.            | .Апр.            | .Мај.            | .Јун.            | .Јул.            | .Авг.            | .Сеп.            | .Окт.            | .Нов.            | .Дец.            | .Год.            |
| --------------------------- | ---------------- | ---------------- | ---------------- | ---------------- | ---------------- | ---------------- | ---------------- | ---------------- | ---------------- | ---------------- | ---------------- | ---------------- | ---------------- |
| Апсолутни максимум, °C (°F) | 17,5 (63,5)      | 21,1 (70)        | 25,7 (78,3)      | 30,0 (86)        | 33,4 (92,1)      | 37 (99)          | 37,4 (99,3)      | 38,5 (101,3)     | 33,4 (92,1)      | 29,1 (84,4)      | 22,1 (71,8)      | 18,3 (64,9)      | 38,5 (101,3)     |
| Средњи максимум, °C (°F)    | 4,5 (40,1)       | 6,4 (43,5)       | 11,1 (52)        | 15,7 (60,3)      | 20,2 (68,4)      | 23,4 (74,1)      | 25,7 (78,3)      | 25,4 (77,7)      | 21,0 (69,8)      | 15,3 (59,5)      | 8,8 (47,8)       | 5,2 (41,4)       | 15,3 (59,5)      |
| Просек, °C (°F)             | 1,8 (35,2)       | 2,9 (37,2)       | 7,0 (44,6)       | 10,5 (50,9)      | 15,0 (59)        | 18,1 (64,6)      | 20,1 (68,2)      | 19,8 (67,6)      | 15,8 (60,4)      | 11,2 (52,2)      | 5,8 (42,4)       | 2,8 (37)         | 11,0 (51,8)      |
| Средњи минимум, °C (°F)     | −0,8 (30,6)      | −0,6 (30,9)      | 2,5 (36,5)       | 5,2 (41,4)       | 9,8 (49,6)       | 12,8 (55)        | 14,5 (58,1)      | 14,1 (57,4)      | 10,6 (51,1)      | 7,1 (44,8)       | 2,8 (37)         | 0,3 (32,5)       | 6,6 (43,9)       |
| Апсолутни минимум, °C (°F)  | −23,6 (−10,5)    | −22,3 (−8,1)     | −16,7 (1,9)      | −5,6 (21,9)      | −2,4 (27,7)      | 1,1 (34)         | 4,9 (40,8)       | 4,8 (40,6)       | −1,3 (29,7)      | −7,6 (18,3)      | −10,8 (12,6)     | −23,4 (−10,1)    | −23,6 (−10,5)    |
| Количина падавина, mm (in)  | 32,2 (12,68)     | 34,5 (13,58)     | 42,8 (16,85)     | 45,9 (18,07)     | 81,9 (32,24)     | 71,6 (28,19)     | 72,7 (28,62)     | 61,4 (24,17)     | 63,5 (25)        | 61,5 (24,21)     | 47,0 (18,5)      | 50,0 (19,69)     | 664,6 (261,65)   |
| [ тражи се извор ]          |                  |                  |                  |                  |                  |                  |                  |                  |                  |                  |                  |                  |                  |

Рекордне температуре у Стразбуру
|                 | Јануар          | Фебруар         | Март            | Април          | Мај             | Јун             |
| --------------- | --------------- | --------------- | --------------- | -------------- | --------------- | --------------- |
| Минимум (год.)  | -23,2 °C (1971) | -22,3 °C (1929) | -16,7 °C (1965) | -5,6 °C (1938) | -2,4 °C (1953)  | 1,0 °C (1923)   |
| Максимум (год.) | 17,5 °C (1991)  | 21,1 °C (1990)  | 25,7 °C (1989)  | 29,7 °C (1949) | 33,3 °C (2005)  | 37,0 °C (1947)  |
|                 | Јул             | Август          | Септембар       | Октобар        | Новембар        | Децембар        |
| Минимум (год)   | 4,9 °C (1961)   | 3,2 °C (1923)   | -0,6 °C (1952)  | -7,6 °C (1990) | -10,8 °C (1973) | -23,4 °C (1938) |
| Максимум (год.) | 37,4 °C (1952)  | 38,5 °C (2003)  | 33,4 °C (1947)  | 29,1 °C (1985) | 22,1 °C (1926)  | 18,3 °C (1965)  |

### Геоморфологија и хидрографија
Град се налази на просечној висини од 140 m, изнад нивоа мора и карактеризује га поприлично раван рељеф. У средишту града тек се може запазити лагана неравнина терена. Источни део општинског подручја, уздуж реке Рајне састоји се од више острва које стварају рукавци Рајне који се спајају са Илом. Због великог броја водених површина, ово је подручје врло осетљиво на поплаве. Ово је разлог зашто је градња већине стамбеног дела била попраћена наводњавањем и исушивањем одређених канала.

### Зелене површине
Североисток и југоисток општине прекривени су пространим шумама, које су остаци старе велике рајнске шуме, која се налазила уздуж великог дела ријеке. Ова велика шума садржавала је многе јединствене и разнолике животињске врсте у Европи. Изградњом брана успорио се ток иначе врло дивље реке и ово је постало мочварно подручје. Тренутно је на снази програм „Жива Рајна“ чији је циљ очување и обнова природних станишта уздуж Рајне.
Град има око 300 хектара паркова и вртова, од којих је главни парк де лоранжерије. Парк се налази насупрот Европске палате и у њему се налазе бројне атракције, као: Зоолошки врт, узгајалиште рода и вештачко језеро на којем се налази павиљон саграђен 1804. у част царице Жозефине де Боарне. Друге зелене површине су:
- ботанички врт, отворен 1880. за студенте медицинског и фармацеутског факултета
- парк де ла Цитаделе, на месту тврђаве коју је саградио Ваубан по наређењу Луја XIV, налази се на југоистоку града
- парк дворца Поурталес у Робертсеју
- Контадесов парк, направљен у 18. век као градско шеталиште
- Врт двеју обала (le jardin des Deux Rives), прекогранични парк на обе стране Рајне, површине 55 ха. У средишту парка налази се пешачки мост.

## Демографија
| 1962.   | 1968.   | 1975.   | 1982.   | 1990.   | 1999.   | 2006.   | 2011.   |
| ------- | ------- | ------- | ------- | ------- | ------- | ------- | ------- |
| 228.971 | 249.396 | 253.384 | 248.712 | 252.338 | 263.941 | 272.975 | 272.222 |

## Европски град
Због своје двонационалне и двојезичне културе, град је постао један од главних градова уједињене Европе. У њему се налази Савет Европе, седиште Европског парламента и Европски суд за људска права.
Европски парламент
Од 7. јула 1981. Европски парламент донео је много резолуција у вези са својим седиштем, захтевајући од влада земаља чланица, поштовање обавезе оснивања сталног седишта за њихове институције. За то је време парламент обично радио у неколико градова (Луксембург, Стразбур, Брисел). За седнице Европског Већа у Единбургу, 11. и 12. децембра 1992. године, одлучено је оснивање сједишта институција, под следећим условима:
- Европски парламент има своје сједиште у Стразбуру, где се одржавају 12 седница годишње, сваки месец, укључујући и прорачунску седницу
- додатне седнице одржавају се у Бриселу
- парламентарни одбори имају своје седиште у Бриселу
- Генерално веће задржава своје седиште у Луксембургу

Након што је Правни Суд одобрио ову одлуку, она је унета у Споразум у Амстердаму у облику протокола. Седнице се одржавају сваке године по распореду које доноси Конференција председника. Од 2004. године, парламент одржава једанаест заседања недељно у Стразбуру и пет у два дана у Бриселу.
Савет Европе
То је међународна организација која окупља 48 земаља чланица, седиште је у Стразбуру, а овде се налазе и:
- Генерални секретар Савета Европе
- Управа Већа
- Европски суд за људска права
- Европски лекопис
- Европски Омладински Центар
- Европски аудио-визуелни опсерваторијум
- Заклада Еуримагес

У Стразбуру се такође налазе и следеће европске институције:
- заповедништво Еврокорпса
- информатички центар Европола
- Средишња комисија за навигацију Рајном (од 1920)
- француско-немачки телевизијски канал Арте
- Међународно поверенство за супружнички статус ЦИЕЦ
- Европска научна фондација ФСЕ или ЕСФ
- Научни програм Фронтјер Хумен
- Друштво Европских Регија
- Друштво Европских Винских Регија
- ЕПРА
- ЦИРЦОМ
- Европски институт за патенте
- ИСУ

Европска четврт :
У граду постоји европска четврт која се брзо развија захваљујући новим организацијама и њиховим управама. Овде се гради и пословни центар па се четврт повезује с остатком града градским превозом.

## Привреда
Због врло повољног географског положаја, град је прометно раскршће Европе. Као и у свим већим градовима, највише становништва је запослено у терцијарном сектору, иако је велик број људи запослен и у индустрији, поготово из околних места. Град броји око 150.000 радно активних становника, али тај је број много већи, будући да мноштво људи који раде у граду не живе у њему.

### Трговина
Послодавци запошљавају око 10% радног становништва града. Тај је постотак у трговини много већи. Трговинска активност се највише одвија у две велике комерцијалне зоне које се налазе на југу и северу града. Средиште града препуно је луксузних трговина, а у њему се налази и један трговачки центар. Град трговачки привлачи људе из целе околине и са обе стране Рајне.

### Туризам и угоститељство
Град, као и уопштено Алзас, рачуна много на туризам у свом развоју. Сматра се да туризам чини око 2% годишњег прихода Алзаса, а највећи део тог прихода остварује Стразбур. Једна од највећих атракција сваке године је божићна пијаца, која почиње са радом у децембру. У том раздобљу је највећа попуњеност хотелских капацитета у граду и регији.
Угоститељство је врло развијено у Стразбуру, поготово у средишту града. Град има врло разнолику понуду ресторана, од многобројних донер-кебаба до луксузних ресторана (као Бурехиесел и Ау Крокодил). Такође је могуће пронаћи мноштво типичних регионалних кафана, као винарије и пивнице.

### Индустрија и грађевинарство
Запослени у индустрији чине око 13,8% од укупног броја запосленог становништва. Грађевинарство чини мањи део тог броја. У граду се налази мноштво мултинационалних предузећа, која пружају квалитетно запослење, поготово у аутомобилском сектору (нпр. Џенерал Моторс или Џонсон Контролс). Удео запослених у индустрији много је важнији за околне општине.
Речна лука Стразбура има велику улогу у привредном и економском развоју града. Данас су одређена места у луци намењена за индустријски отпад. Данас постоји велики број челичана са обе стране Рајне, поготово с немачке. 1990-их основана је и јака фармацеутска индустрија, око града постоји неколико истраживачких центара, као Institut de Génétique et de Biologie Moléculaire et Cellulaire или l’Institut Clinique de la Souris.

### Остало
Од осталог, најважније приходе доносе некретнине и европске институције. Ово је такође и универзитетски град, око 1/5 становништва чине студенти који се окупљају код универзитета или код четврти Крутенау.

## Управа
У општинском подручју Стразбура налази се око 60% становништва стразбуршке агломерације. Тако на ових 306 km², живи 451.000 становника. Између 1990. и 1999. становништво града порасло је за 6,5%, што је просечно раст од 0,70% годишње. У подручју града живи око 213.000 радно активних становника.
Стразбур има поприлично јединствену управу у Француској, која је спојена са управом своје утицајне зоне 1968. ради ефикасности и управних трошкова.
Године 2005, основан је евродистрикт стразбуршке зоне и немачког округа Ортенау у Бадену. У том подручју сад живи око 860.000 становника. Договорена је заједничка сарадња у питањима здравства, превоза, образовања итд.

### Политичари
Неколико градоначелника Стразбура :
- Ролан Рис (2008. до данас) - ПС
- Фабијен Келер (2001—2008) - УДФ, потом УМП
- Катрин Траутман (1989—2001) - ПС
- Марсел Рудлоф (1983—1989) - УДФ / ЦДС
- Пјер Пфлимлин (1959—1983) - МРП, потом УДФ / ЦДС
- Шарл Фре (1935—1955)
- Емил Кис (1870—1871)
- барон Филип-Федерик де Дитрих (1790—1792)

Председници  :
- Жак Биго, градоначелник Илкирш-Графенштадена (2008. до данас) - ПС
- Роберт Гросман (2001—2008) - РПР, потом УМП
- Катрин Траутман (1989—2001) - ПС
- Марсел Рудлоф (1983—1989) - УДФ / ЦДС
- Пјер Пфлимлин (1967—1983) - МРП, потом УДФ / ЦДС

### Кантони Стразбура
Стразбур је подељен у 10 кантона :
- 1. кантон (центар града) броји 23.756 становника
- 2. кантон броји 21.362 становника
- 3. кантон броји 24.893 становника
- 4. кантон броји 20.756 становника
- 5. кантон броји 22.402 становника
- 6. кантон броји 42.549 становника
- 7. кантон броји 25.533 становника
- 8. кантон броји 25.518 становника
- 9. кантон броји 31.331 становника
- 10. кантон (Неухоф, лука на Рајни) броји 26.015 становника

## Партнерски градови
- Бостон (САД), од 1960.
- Лестер (Уједињено Краљевство), од 1960.
- Штутгарт (Немачка), од 1962.
- Дрезден (Немачка), од 1990.
- Рамат Ган (Израел), од 1991.
- Јацмел (Хаити), од 1996.
- Новгород (Русија), од 1997.
- Фес (Мароко)

## Култура и баштина
Историјски центар града, «  » или «  » налази се на УНЕСКО-вом списку светске баштине од 1988. То је први пут да је светском баштином проглашен цео један центар града. Стразбур је такође проглашен градом историје и уметности од француског Министарства за културу.

### Архитектура и споменици

#### Средњи век и Ренесанса
- Прекривени мостови (средњовековно утврђење)
- Трг катедрале:
  - Богородична катедрала, готичке архитектуре, грађена од 1176. до 1439.
  - Кућа Камерзел (15. век)
- четврт „Мала Француска“
- Стара царина (уништена у бомбардовању 1944. године, враћена 1956. у свој изглед из 15. века )
- Боецклиншки двор
- Хотел Врана. Затворен у 19. веку, имао је врло познате госте, као: Фридрих II, Жан Жак Русо и Александар Дима[потребна одредница].
- јавна болница

#### 18. и 19. век
- Старе зидине из 13. века, које је преобликовао Вобан у 18. веку.
- Грађевина Обет (од 1765. до 1778) (архитекта : Жак Франсоа Блондел) на тргу Клебер
- Палата Рохан (архитекта : Робер де Кот)
- општинска опера (архитекта : Вилот)

#### Царска немачка архитектура
У граду постоји много примера виљемовске архитектуре, као:
- Трг републике на ком се налази:
  - Рајнска палата (стара царска палата)
  - Народно позориште у Стразбуру (стара скупштина Елзаса и Лотарингије)
  - Префектура (старо министарство Елзаса и Лотарингије)
  - Национална и универзитетска библиотека у Стразбуру
- Главна пошта (архитекта : Рехенберг), неоготички стил
- Градска купалишта (архитекта: Фриц Бебло)
- Универзитетска палата (1884) (архитекта : Ото Варт)
- Палата правде (архитекта : Некелман)
- Главна станица (1878)
- Зграда Галија у којој се данас налази удружење студената Стразбура

Изузетни примери Југендстила, су:
- 22., улица генерала Кастелнауа (архитекте Ф. Литке и Х. Бакес)
- вила , у 76., авенија Робертсаја (архитекте : Бернингер и Крафт)
- хотел Брион, 22., улица Слеидан (архитекта: Аугусте Брион)

#### 20. век
- Вртни град у Стокфелд и Унгемаху, почетак 20. века
- Кућа радио-телевизије (отворена: 1961)
- Седиште Савета Европе (Le Palais de l'Europe) (отворена: 1977) (архитекта : Анри Бернар)
- Европски суд за људска права (отворен: 1995) (архитекта : Рихард Роџерс)
- Европски парламент (отворен: 1999) (архитекта: Архитектур Студио)
- , универзитет Роберт-Шуман (архитекте : Кнехт и Швајцер)
- Пешачки мост Мимрам, у Врту две обале (архитекта: Марк Мимрам)

### Музеји и места за изложбу
- Кабинет штампе и цртежа
- Центар Томи Унгерер
- Елзашки музеј
- Палата Роксан у којој се налази:
  - археолошки музеј
  - музеј декоративних уметности
  - музеј лепе уметности
- Музеј модерне уметности (отворење: 1998) (архитекта: Адриен Фаинсилбер)
- Историјски музеј у старој месари
- Музеј дела Наше Госпе
- Музеј минерала
- Зоолошки музеј
- Астрономски опсерваторијум са планетаријумом

### Религијске грађевине
Стразбур је углавном познат по својој катедрали од ружичастог пешчаника са јединственим астрономским сатом. Али такође у граду се налази и многе друге цркве, које су преживеле ратове и разарања кроз векове, као: 
- Реформистичка црква
- Црква светог Стјепана, унутар епископског факултета Сент-Етјен. У гробници се налазе трагови римске базилике из 5. века.
- Црква светог Вилима (протестантска) с предренесансним прозорима
- Црква светог Ивана (католичка)
- Црква светог Људевита (католичка)
- Црква светог Николе (протестантска, затворена као светиште)
- Црква светог Павла (протестантска црква са гарнизоном), данас реформистичко светиште
- Црква светог Петра млађег (протестантска), са фрескама из 14. века
- Црква светог Петра млађег (католичка), саграђена у 19. веку у неовизантинском стилу
- Црква светог Петра Старијег, која се састоји од две зграде, протестантске из 13. века и католичке, додате 1886.
- Црква светог Томе (протестантска), позната по гробницама славних и по Силберманновим оргуљама на којима су свирали Моцарт и Алберт Швајцер.
- Црква свете Магдалене (католичка)

Иначе, град је добио надимак „град хиљаду цркава“, због својих многобројних цркава, храмова и синагога. Стразбур је до 18. века био центар теологије у којем су деловали неки од главних протагониста реформације, као Жан Калвин и Учитељ Екхарт. Стразбур је данас једини град у Француској који у свој образовни систем има уграђен и протестантски и католички теолошки факултет (због локалног права у којем вреди систем једнакости за католичку, протестантску и недавно јеврејску веру).
Стразбур је иначе град са најзначајнијом јеврејском заједницом у Француској, у Елзасу живи највећи број Француза јеврејске вероисповјести. Град је опремљен пространом синагогом са центром јеврејске заједнице, две приватне клинике, као и већи број школа и других установа којима управљају Јевреји.
У изградњи је тренутно и једна џамија, чија је градња контроверзна тема, зато што се не зна спада ли исламска вера под локални закон о једнакости вера.
На крају, у граду постоји неколико будистичких места. Удружење France Tibet Libre и Lycée international des Pontonniers у осамдесетима су организовали долазак Далај Ламе.
Главни челници вера у граду су: надбискуп Жосеф Доре, рабин Рене Гутман, председник Протестантске цркве и председник удружења муслимана Бас-Рина, Мохамед Латхај.

### Позоришта, позорнице, фестивали
- , кабаре Роџера Сифера
- Град музике и плеса
- Рајнсканародна опера
- Оркестар филхармоније Стразбура
- , « Међународни фестивал музике данашњице »
- Стразбушки музички фестивал
- Палата и конгес музике
- Јужни пол
- , највећа стразбуршка сала
- Позориште младих
- Народно позориште у Стразбуру
- Ле Зенит
- Елзашко позориште

## Саобраћај
Стразбур дугује своје име, свом положају: „укрштање путева“. И данас такође град има велике користи од свог географског положаја важног европског укрштања путних праваца.

### Превоз у општини
Јавни превоз у граду већином се ослања на стразбуршки трамвај, покренут 1994. Данас постоји шест линија и 110 станица широм града. Планира се и ново продужење 2015. године, чиме би се трамвајем повезао Стразбур са истоком Кехла у Немачкој.
Такође град опслужује и густа аутобусна мрежа. Та мрежа повезује целу стразбуршку агломерацију и повезана је и с Кехлом. Има укупно 30 градских и 11 међуградских линија.

### Бициклистичка мрежа
Стразбур има прву бициклистичку мрежу у Француској са 430 km пута, која је спојена са немачком мрежом преко моста Пијер-Флимлин. Постоји такође и прекогранични пут дуг 60 km, од Молшеима до Офенбурга, преко Стразбура. Још једна писта дужине око 60 km повезује канал Марне са Рајном.

### Путна мрежа
Иако град има врло развијену мрежу ауто-путева, то доноси и разне негативне последице, као загађење ваздуха. Ауто-пут А 35 са прометом од 200.000 возила на дан, после париске, најзасићенија је у Француској.
Тренутно је у фази развоја градња новог ауто-пута, која би требало да растерети гужве у граду. Пут би требало спајати Хоердт на северу и Иненхеим на југу. Ауто-пут треба да буде отворен крајем 2017. и имао би промет од око 40.000 возила на дан.

### Железничка мрежа
Стразбур је једна од етапа „Европске магистрале“ која повезује Париз и Будимпешту. Тренутно је у фази изградње више коридора који ће град повезивати са Баудрекоуртом и Венденхеимом, као и са Хамбургом, Миланом, Франкфуртом и Балеом. 2012. године отвориће се ТГВ Рхин-Рхоне који ће повезивати Северно море и Медитеран.

### Речна мрежа
Будући да је Стразбур основан на Илу, речни саобраћај је увек био врло важан за град. Данас у град долази више од 650.000 посетилаца годишње бродовима-омнибусевима, што чини град важним речним туристичким средиштем. Највише посетилаца долази Рајном и каналом Марне.
Стразбур је од Рајне учинио прву комерцијалну реку на свету. 1920. године, седиште Средишње Комисије за навигацију Рајном преместило се из Манхеима у Стразбур. Стразбуршка лука је друга по величини речна лука у Француској са прометом од 8,8 милиона тона робе годишње.

### Ваздушни саобраћај
Међународна ваздухопловна лука у Стразбуру налази се петнаестак километара југозападно од града у Ентзхеиму. То је седма по величини лука у Француској са преко 2 милиона путника годишње која је повезана са 50-так дестинација, већином у Европи. Повезана је са Багерсеовом трамвајском станицом, трамвајем-возом.
За дуге међународне летове, град има аутобуску везу са ваздухопловном луком у Франкфурту, који је главно европско ваздухопловно средиште.

## Образовање
Године 2003., у Стразбуру се школовало око 52.000 студената од којих 40.500 на универзитетима. Страни студенти чине петину (21,6%) овог броја, а има их преко 100 националности.

### Универзитети
У Стразбуру постоје три универзитета, која су окупљена у Pôle universitaire européen, који заједно са универзитетима из градова: Милуз, Бале, Фрајбург и Карлсруе чини Европску конфедерацију универзитета горње Рајне (франц. Confédération européenne des universités du Rhin supérieur, нем. Europäische Konföderation der Oberrheinischen Universitäten, ЕУЦОР). Та су универзитети:
- Универзитет Луј Пастер (УЛП) - Стразбур I (научни)
- Универзитет Марк Блох (УМБ) - Стразбур II (друштвене науке)
- Универзитет Роберт Шуман (УРС) - Стразбур III (право, политичке науке, менаџмент)

### Високе школе
- Виша национална школа физике (ЕНСПС)
- Национални институт примењених наука
- Европска школа за хемију, полимере и материјале (ЕЦПМ)
- Виша школа за воду и околину (ЕНГЕЕС)
- Виша школа биотехнологије (ЕСБС)
- Школа и опсерваторијум науке о Земљи (ЕОСТ)
- Виша школа информатике - Супинфо (ЕСИ)

### Уметничке школе
- Виша школа декоративних уметности (ЕСАД)
- Виши институт примењених уметности (ЛИСАА)
- Виша национална школа архитектуре
- Виша школа драмске уметности
- Народна академија регије

### Друге школе
- Европски виши институт комерцијалних студија (ИЕЦС)
- Европски виши институт за менаџмент (ИСЕГ)
- Институт политичких наука (ИЕП)
- Народна управна школа (ЕНА)
- Народни институт за територијалне студије (ИНЕТ)

## Знамените личности
Списак знаменитих личности рођених у граду:
- Јохан Христоф фон Бартенштајн (1689—1767), хабзбуршки државник
- Клод Жозеф Руже де Лил (1760—1836), француски композитор
- Мери Тисо (1761—1850), француска уметница
- Лудвиг Аугуст од Вителсбаха (1786—1868), баварски краљ
- Гистав Доре (1832—1883), француски уметник
- Шарл Дил (1859—1944), француски историчар
- Ханс Арп (1887—1966), немачко-француски уметник
- Арсен Венгер (1949), француски фудбалски тренер
- Елиф Шафак (1971), турска књижевница
- Пол-Анри Матје (1982), француски тенисер
- Жереми Малерб (1991), француски фудбалски голман

### Историја
- Centre national d'archéologie urbaine, Strasbourg, Association pour les fouilles archéologiques nationales, Pariz, 1992, 285 p. ;
- Collectif, Strasbourg : fouilles archéologiques de la ligne B du tram, Muzeji Strasbourga, Strasbourg, 2000, 74 p. ;
- Christian Lamboley, 40-45, Strasbourg bombardé, Contades, Strasbourg, 1988, 158 p. ;
- Bastien Gissinger, Recherches sur le site fortifié de Strasbourg durant l'Antiquité tardive : le castrum d'Argentoratum, J. et E. Hedges, Oxford, 2002, 204 p. ;
- Paul Greissler, La Classe politique dirigeante à Strasbourg (1650—1750), le Quai, Strasbourg, 1987, 302 p. ;
- Jean-Marie Mantz (dir.), Histoire de la médecine à Strasbourg, Strasbourg, 1998, 799 p. ;
- Jean Rahn, Martin Grunenwald, 50 ans d'histoire au Centre régional d'éducation populaire et de sport d'Alsace, Le Verger, Illkirch-Graffenstaden, 1996, 235 p. ;
- Jean-Louis Schlienger, André Braun, Le Mangeur alsacien : histoire de l'alimentation en Alsace de la Renaissance à l'annexion, la Nuée bleue, coll. « Elzaška knjižnica », Strasbourg, 1990, 254 p. ;
- Bernadette Schnitzler, -12 : porijeklo Strasbourga, Muzeji Strasbourga, Strasbourg, 1988, 184 p. ;
- Eugène Seinguerlet, Povijest Strasbourga, Dinali, Strasbourg, 1988, 78 p.

### Привреда
- Guy Trendel, Au pays de la Couronne d'Or : balades dans le vignoble de Strasbourg, Corpur, Strasbourg, 1998, 240 p. ;

### Архитектура
- Suzanne Braun, Crkve Strasbourga, Oberlin, Strasbourg, 2002, 217 p.;
- Lucie Maechel, Strasbourg, insolite et secret : deux mille ans de métamorphoses, J.-P. Gisserot, Paris, 1999, 126 p. ;
- Étienne Martin (dir.), Le Palais Rohan, Musée des arts décoratifs, Muzeji Strasbourga, Strasbourg, 1998, 68 p. ;

### Урбанизам
- Агенција за урбанизам и англомеризацију Стразбура, Le Projet urbain dans l'histoire de Strasbourg : 1981., Агенција за урбанизам и англомеризацију Стразбура, Strasbourg, 1981, 31 p. ;
- Dominique Badariotti, Richard Kleinschmager, Léon Strauss, Géopolitique de Strasbourg : permanences, mutations et singularités de 1871 à nos jours, la Nuée bleue, coll. « la Bibliothèque alsacienne », Strasbourg, 1995, 260 p. ;
- Jean-Jacques Blaesius, Pascale Gérard, Le tram de Strasbourg : un chantier et des hommes, la Nuée bleue, Strasbourg, 1994, 143 p. ;
- Collectif, Strasbourg : panorama monumental et architectural des origines à 1914, Contades, coll. « Le Temps des cités », Strasbourg, 1984, 499 p. ;
- Collectif, Strasbourg, urbanisme et architecture : des origines à nos jours, Oberlin, Strasbourg, & G. Klopp, Thionville, 1996, 297 p. ;
- Collectif, Strasbourg : chroniques d'urbanisme, L'Aube, La Tour d'Aigues, 1994, 261 p. ;
- Collectif, Atlas de la région de Strasbourg : réalités d'aujourd'hui, idées pour demain, la Nuée bleue, Strasbourg, 1996, 262 p. ;
- Collectif, Strasbourg-Kehl am Rhein (1900—2000), Gallimard, coll. « Guides Gallimard », Pariz, 1998, 93 p. ;
- Communauté urbaine de Strasbourg, Drugi projekt angolomerizacije, 2000—2010. Communauté urbaine de Strasbourg, Strasbourg, 2000-, 123 p. ;
- Denis Durand de Bousingen, Bolnica Strasbourga : grad u gradu, Le Verger, Illkirch-Graffenstaden & Hôpitaux universitaires de Strasbourg, Strasbourg, 2003, 275 p. ;
- Jean-Pierre Klein, Strasbourg : urbanisme et architectures des origines à 1870, Muzej Strabourga, Strasbourg, 1996. prvo izdanje. 1986), 297 p. ;
- Richard Kleinschmager, Strasbourg : une ambition européenne, Anthropos, coll. « Villes », Pariz, 1997, 216 p. ;
- Maurice Moszberger, Théodore Rieger, Léon Daul, Dictionnaire historique des rues de Strasbourg, le Verger, Illkirch-Graffenstaden, 2002, 430 p. ;
- François Petrazoller, Urbanizam Strasbourga u 16. stoljeću : kamen i ideja, Udruženje znanstvenika Elzasa, Strasbourg, 200.2, 311 p.